# Litwa na Zimowych Igrzyskach Olimpijskich 1928
Litwę na Zimowych Igrzyskach Olimpijskich 1928 reprezentował jeden zawodnik – panczenista Kęstutis Bulota.

## Wyniki

### 500 m mężczyzn
W wyścigu na pół kilometra wystartowało 33 zawodników. Bulota z czasem 50,1 s zajął 28. miejsce. Wygrali ex aequo Norweg Bernt Evensen i Fin Clas Thunberg (43,4 s).

### 1500 m mężczyzn
W wyścigu na trzykrotnie dłuższym dystansie Litwin był 25. wśród 28 zawodników (czas: 2:40,9 min). Wygrał Thunberg, który osiągnął rezultat 2:21,1 min.

### 5000 m mężczyzn
W wyścigu na 5 km tryumfował Norweg Ivar Ballangrud (8:50,5 min). Kęstutis Bulota był 25. (9:49,8 min) w stawce 33 panczenistów.
Wyścig na 10 000 m odwołano z powodu niekorzystnych warunków temperaturowych po starcie siedmiu zawodników (Bulota zajmował wówczas 6. miejsce)